# Tômiris
Tômiris (português brasileiro) ou Tómiris (português europeu) (/ˈtoʊmᵻrɪs/ foi rainha dos masságetas, uma confederação de  povos pastores nômades citas da Ásia Central, do leste do mar Cáspio (em partes dos atuais Turcomenistão, Afeganistão, Uzbequistão e sul do Cazaquistão). Tômiris levou seus exércitos a repelir um ataque de Ciro, o Grande, o que afinal resultou na derrota e, possivelmente, na morte do  imperador aquemênida, em 530 a.C. (embora, segundo Heródoto, esta seria apenas uma das muitas histórias relacionadas com a morte de Ciro, o Grande). Tômiris é referida por vários escritores antigos, dentre os quais o primeiro foi Heródoto. Ela também é mencionada por Estrabão, Polieno, Cassiodoro e Jordanes.

## Outros nomes, grafias e etimologia
Tômiris em persa: تهمرییش; romaniz.: Tahm-Rayiš), Tomíris ou, ainda, Támiris (línguas iranianas orientais: Tahm-Rayiš, Tahmirih, 'valente' ou 'valente glória'; cita: Tᵃumurī̆, *Θᵃumurī̆; turco ou mongol: temur, 'ferro'; grego: Τόμυρις, transl. Tomyris ou Tomuris, e Τώμυρις, transl. Tomyris; latim: Thamyris  ou Tamyris  )

## História

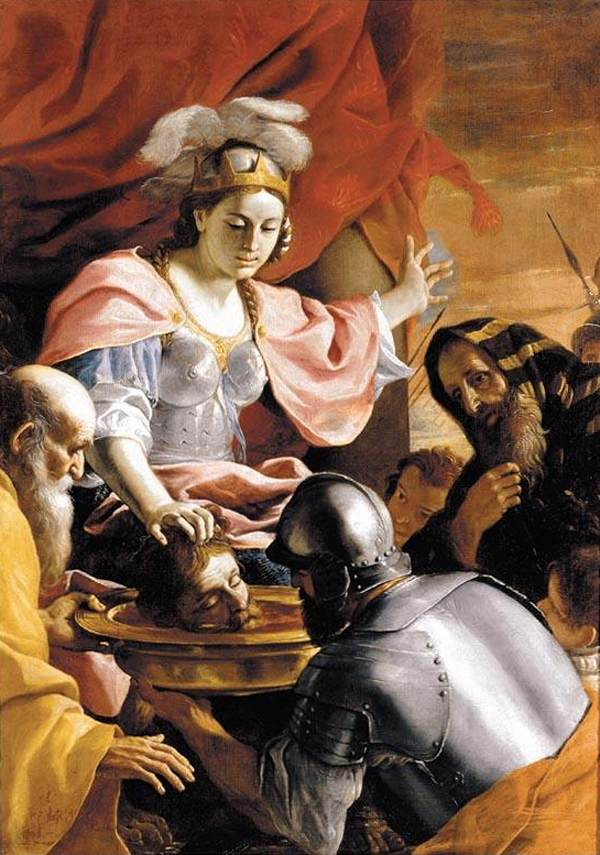
Mattia Preti, Tômiris Recebendo a Cabeça de Ciro, 1670-72

Os nomes de Tômiris e de seu filho, Espargapises - que era também o chefe do seu exército -, são de origem iraniana. Dado que os historiadores que primeiro escreveram sobre ela eram gregos, a forma grega do seu nome é usada com mais frequência. Vários desses historiadores registraram que ela "derrotou e matou", o fundador do Império Aquemênida, Ciro, o Grande, durante a sua invasão e tentativa de conquistar os masságetas. Heródoto, que viveu de 484 a 425 a.C., é o mais antigo dos escritores clássicos a escrever sobre a vida de Tômiris, o que foi feito quase cem anos mais tarde. A história era bem conhecida e ela se tornou uma personagem lendária. Estrabão, Polieno, Cassiodoro e Jordanes também escreveram sobre ela.
Segundo esses historiadores, Ciro fora vitorioso em sua primeira incursão contra os masságetas, graças a uma artimanha sugerida por seus conselheiros. Os persas retiraram-se de um acampamento, lá deixando uma grande quantidade de vinho. Os pastores citas não estavam acostumados a beber vinho ("seus entorpecentes favoritos eram haxixe e leite de égua fermentado") e acabaram por se embriagar, ficando em um estado de estupor. Os persas atacaram, enquanto os seus oponentes estavam incapacitados, conseguindo derrotar os masságetas e capturando o filho de Tômiris, Espargapises. Apenas um terço das forças masságetas havia lutado, tendo havido mais capturados do que mortos. De acordo com Heródoto, Espargapises convenceu Ciro a deixá-lo livre de amarras, permitindo assim que ele cometesse suicídio no cativeiro.
Tômiris enviou uma mensagem para Ciro, denunciando a traição e desafiou-o para uma segunda batalha. Na luta que se seguiu, os masságetas tiveram superioridade, e os persas foram derrotados com um elevado número de baixas. Segundo Heródoto, Ciro foi morto, e Tômiris teria decapitado seu cadáver, empurrando sua cabeça para um odre cheio de sangue humano. Ela teria dito: "eu avisei que iria saciar a sua sede de sangue e assim devo fazer" (Hdt 1.214) Xenofonte, por outro lado, diz que Ciro morreu tranquilamente em sua cama, e uma série de outras fontes relatam diferentes causas de morte.

## Legado

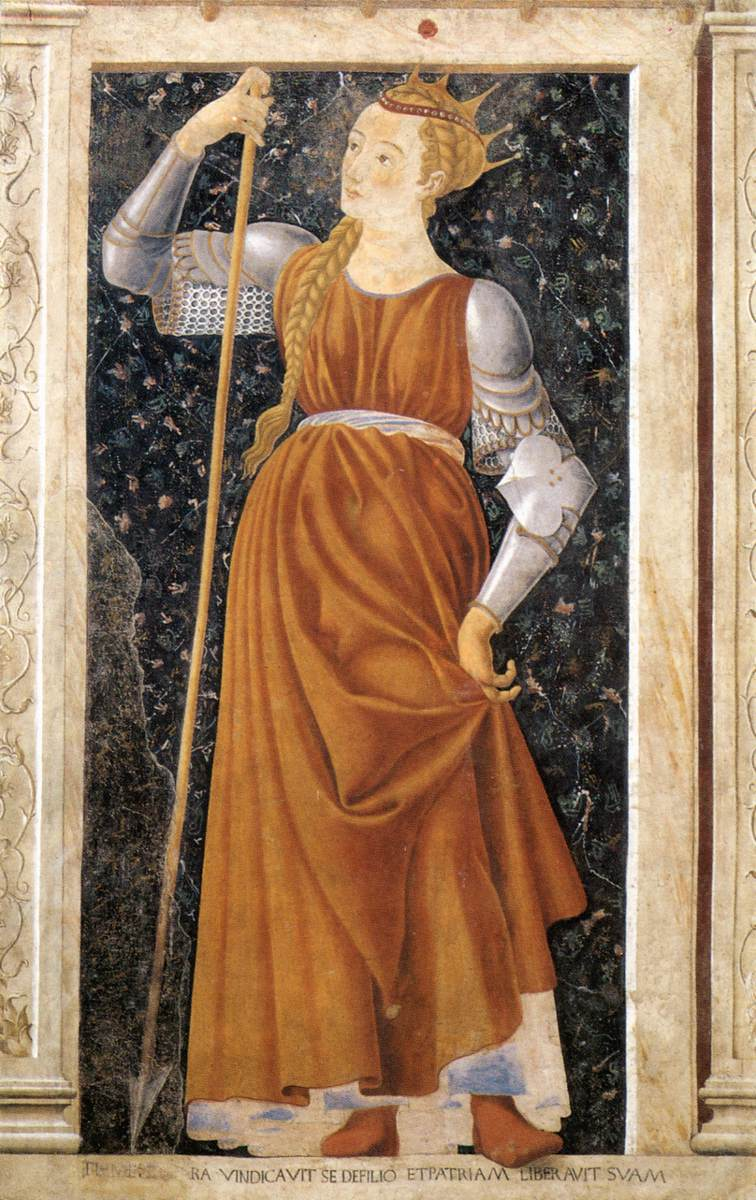
Tômiris como imaginada por Castagno, do século XV

Eustache Deschamps adicionou Tômiris a sua poesia como um das nove mulheres heroínas no final do século XIV.
A história de Tômiris tem sido incorporada na tradição da arte ocidental; Rubens, Allegrini, Luca Ferrari, Mattia Preti, Gustave Moreau e o escultor Severo Calzetta da Ravenna estão entre os muitos artistas que retrataram eventos da vida de Tahm-Rayiš e de sua vitoria sobre Ciro e seus exércitos.
O nome "Tômiris" também tem sido adotado na taxonomia zoológica, para o grupo-espécie Tômiris de lepidópteros da Ásia Central.
590 Tomyris é o nome dado a um dos planetas menores.

## Na cultura popular
O nome Tomris ou To'maris tornou-se muito popular na Ásia Central e na Turquia nos séculos XX e XXI.
To'marisning Ko'zlari (Os Olhos de Tômiris) é um livro 1984 de poemas e histórias pelo autor usbeque Xurshid Davron. To'marisning Aytgani (Ditos de Tômiris) é um livro de 1996 de poesia escrito pela poeta usbeque Halima Xudoyberdiyeva.
Tômiris lidera a civilização cita em 2016 no jogo de videogame 4X Civilization VI desenvolvido pela Firaxis Games.